# Demon (California's Great America)
Ne doit pas être confondu avec Demon (Six Flags Great America).
Pour les articles homonymes, voir Démon.
Demon est un parcours de montagnes russes assises en métal du parc California's Great America, situé à Santa Clara, en Californie, aux États-Unis. Initialement ouvertes sous le nom Turn of the Century avec une double vrille, deux loopings verticaux sont ajoutés pour la saison 1980, les rails sont peints en noir et l'attraction renommée Demon. Une attraction similaire, Demon, existe à Six Flags Great America.

## Statistiques
- Éléments : Looping vertical haut de 21,3 mètres, looping vertical haut de 16,8 mètres, double vrille haut de 10,7 mètres
- Trains : trois trains de six wagons, les passagers sont placés deux par deux pour un total de 28 passagers par train.